# Die Rechte des Menschen

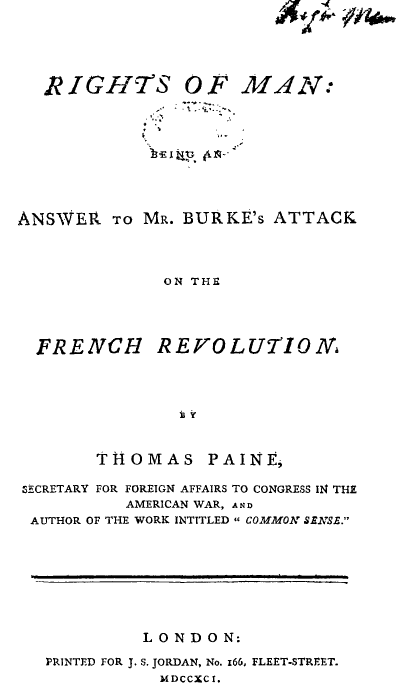
Titelblatt der Erstausgabe des ersten Teils 1791

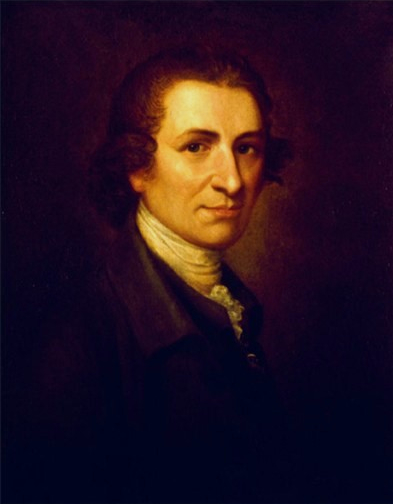
Thomas Paine (Gemälde von Matthew Pratt)

Die Rechte des Menschen (Originaltitel: The Rights of Man) ist eine 1791 und 1792 in zwei Teilen erschienene Streitschrift von Thomas Paine, in der er gegen die 1790 von Edmund Burke in dessen Schrift Reflections on the Revolution in France vertretenen, sich gegen die Französische Revolution richtenden Ansichten Stellung bezieht.
Der erste Teil erschien im Februar 1791. Im Februar 1792 folgte der zweite Teil. Das Werk verteidigte die Französische Revolution und fasste die Ergebnisse der politischen Aufklärung des 18. Jahrhunderts zusammen. Durch die allgemein verständliche Schreibart wurde die Schrift nicht nur von britischen und französischen Adligen, Philosophen und nonkonformistischen Geistlichen, sondern auch von einer breiten Öffentlichkeit rezipiert. In England zog sich Paine durch die Schrift die Feindschaft Pitts zu, weshalb er in Abwesenheit wegen Seditious libel (etwa: „Umstürzlerische Schmähung“) angeklagt und verurteilt wurde. Unterstützt wurde er hingegen von der Whig-Partei.

## Deutsche Veröffentlichung
Eine erste deutsche Übersetzung des ersten Teiles erschien bereits 1791. Übersetzerin war Meta Forkel-Liebeskind, eine der Göttinger „Universitätsmamsellen“, die dem zaudernden und wegen der politischen Zensur in Preußen Bedenken tragenden Verleger Christian Friedrich Voß schrieb:
Also gleich zur Sache: Sie haben den Paine abgewiesen, und der gute Forster hat mir das mit einem Jammergesicht kund gethan, als spräche er ein Todesurtheil […] Doch nebenher, mich hat Ihre Weigerung nicht betrübt, weil ich fest überzeugt bin, wenn Sie das Buch sehen, so können Sie nichts weiter als es drucken, und wenn Hochverrath drauf stünde.
Voss hatte Einwände an der Qualität der Übersetzung vorgeschoben, um das Werk nicht drucken zu müssen, was die Übersetzerin erkannte und empört von sich wies:
An der Übersetzung selbst wird man, wie ich mir schmeichle, und wie auch HR. Forster mir schmeichelt, keine Spuren von Eile finden, denn bei einem Stük, das als Urkunde der Menschheit anzusehn ist, habe ich es mir zur Pflicht gemacht, jeden Ausdruck sorgfältig zu wiegen.
Der erwähnte „HR. Forster“ war Georg Forster, später ein Exponent der Mainzer Republik, der dann auch eine Vorrede zu Paines Werk verfasste.
Voss hat den zweiten Teil nicht mehr verlegt, sondern das Werk an Proft in Kopenhagen abgetreten, wo der zweite Teil 1793 erschien, zusammen mit einer Sammlung politischer Schriften Paines als drittem Teil.

## Ausgaben
- The Rights of Man, Being An answer to Mr. Burke’s Attack on the French Revolution. 2 Teile. London 1791 u. 1792.
- Die Rechte des Menschen. Erste deutsche Übersetzung von Meta Forkel-Liebeskind. Vossische Buchhandlung, Berlin 1792 Digitalisat.
- Die Rechte des Menschen. Eine Antwort auf Herrn Burke’s Angriff gegen die französische Revolution. 3 Teile. Proft, Kopenhagen 1793.
- Neuausgabe: Die Rechte des Menschen in der zeitgenössischen Übertragung von D. M. Forkel. Bearbeitet und eingeleitet von Theo Stemmler. Suhrkamp, Frankfurt a. M. 1973, ISBN 3-518-06375-8.
- Die Rechte des Menschen. Hrsg., übersetzt und eingeleitet von Wolfgang Mönke. 2., durchges. u. mit e. Nachw. versehene Aufl. Akademie-Verlag, Berlin  1983.